# Эхинодорус Ашерсона
Эхинодо́рус Ашерсо́на (лат. Echinodorus aschersonianus) — травянистое растение рода Эхинодорус семейства Частухоцветные.

## Описание
Эхинодорус Ашерсона представляет собой травянистый куст без стебля с вытянутыми листьями каплевидной формы, собранными в розетку. Окраска листьев ярко-зелёная или тёмно-зелёная с прожилками, окрашенными в более тёмный, почти коричневый цвет. Куст достигает в высоту 30 сантиметров, но обычно кусты высотой 15—20 сантиметров. В природе встречается в тропических районах Южной Америки.

## Культивирование
При содержании растения в аквариуме оптимальная температура составляет 24—28 °C, при её понижении до 22 °C рост значительно замедляется. Вода должна быть средней жёсткости, не жёстче 10—12 немецких градусов, pH близок к нейтральному (6,5—7,5). Растение хорошо переносит мягкую слабокислую воду, но в жёсткой щелочной воде его рост замедляется. Желательна периодическая подмена части воды. Мутная вода нежелательна, так как оседающая на листьях муть вредит эхинодорусу. Освещение должно быть несильным и рассеянным, желательно боковым. Световой день должен составлять около 12 часов. Грунт должен состоять из смеси крупного песка с мелкой или средней галькой с примесью глины и древесного угля и быть обильно заилённым. 

Эхинодорус Ашерсона может также расти во влажной оранжерее или палюдариуме при температуре 26—30 °C. Грунт необходим питательный, состоящий из смеси песка, дерновой земли, гумуса и глины, освещение яркое, рассеянное. В оранжерее эхинодорус имеет более длинные черенки, его листья приобретают сердцевидную форму. 

В аквариуме эхинодорус Ашерсона размножается вегетативно, образуя цветочные стрелки, на которых появляются дочерние растения, молодые растения можно отделять от материнского после того, как у них образуются 3—4 листа. Значительно быстрее эхинодорус размножается в оранжерее, однако получить семена не удаётся.